# Székesaranyág

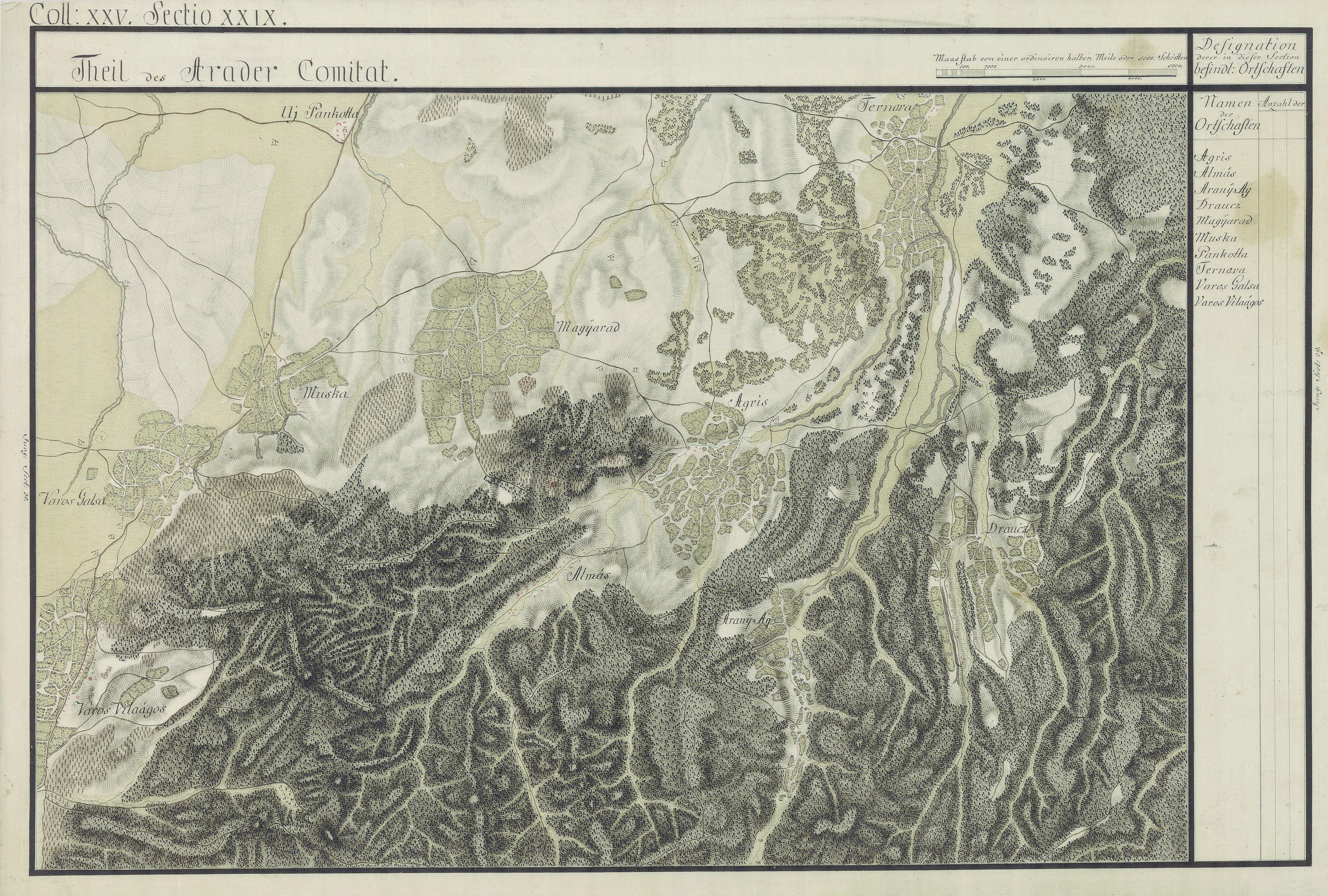
Székesaranyág, Aranyág egy régi térképen

Székesaranyág (Arăneag) település Romániában, a Partiumban, Arad megyében.

## Fekvése
A Zarándi-hegység alatt, Tornovától délre, Világostól délkeletre, Almásegres és Doroszlófalva közt fekvő település.

## Története
Székesaraqnyág, Aranyág nevét 1390-ben említette először oklevél Aranagh néven. 1445-ben Aranyag, Felsewaranyag, 1464-ben Aranyak, Zekas Aranyak, Also Aranyak, 1808-ban Aranyág, 1913-ban Székesaranyág néven írták.
1525-ben már több helységből állt; Felse Aranyagh, Zekes Aranyagh, Medwes Aranyagh, Also Aranyagh neveken említették,  névváltozataiból ítélve népes helység lehetett, és ekkor Világos várához tartozott.
1910-ben 1226 lakosából 1105 román, 48 magyar, 71 cigány volt. Ebből 1177 görögkeleti ortodox, 27 római katolikus  volt.
A trianoni békeszerződés előtt Arad vármegye Tornovai járásához tartozott.